# Campionati del mondo di ciclismo su pista 2015 - Corsa a punti maschile
La corsa a punti maschile ai Campionati del mondo di ciclismo su pista 2015 si svolse il 20 febbraio 2015 su un percorso di 160 giri, per un totale di 40 km/h con sprint intermedi ogni 10 giri, di cui l'ultimo con punti doppi. La vittoria andò al russo Artur Eršov, che concluse il percorso con il tempo di 47'32"950 alla media di 50,474 km/h.
Partenza con 20 ciclisti di federazioni diverse dei quali 19 completarono la gara.

## Podio
| Pos.    | Atleta           | Nazionalità |
| ------- | ---------------- | ----------- |
| Oro     | Artur Eršov      | Russia      |
| Argento | Eloy Teruel      | Spagna      |
| Bronzo  | Maximilian Beyer | Germania    |

## Risultati
| Posizione | Atleti                | Nazione       | Punti giro | Punti sprint | punti totali |
| --------- | --------------------- | ------------- | ---------- | ------------ | ------------ |
| 1         | Artur Eršov           | Russia        | 11         | 20           | 31           |
| 2         | Eloy Teruel           | Spagna        | 10         | 20           | 30           |
| 3         | Maximilian Beyer      | Germania      | 9          | 20           | 29           |
| 4         | Regan Gough           | Nuova Zelanda | 9          | 20           | 29           |
| 5         | Cheung King Lok       | Hong Kong     | 7          | 20           | 27           |
| 6         | Liam Bertazzo         | Italia        | 24         | 0            | 24           |
| 7         | Scott Law             | Australia     | 18         | 0            | 18           |
| 8         | Raman Ramanau         | Bielorussia   | 16         | 0            | 16           |
| 9         | Benjamin Thomas       | Francia       | 16         | 0            | 16           |
| 10        | Nicholas Rogers       | Stati Uniti   | 12         | 0            | 12           |
| 11        | Kazushige Kuboki      | Giappone      | 10         | 0            | 10           |
| 12        | Moreno De Pauw        | Belgio        | 10         | 0            | 10           |
| 13        | Vojtěch Hačecký       | Rep. Ceca     | 6          | 0            | 6            |
| 14        | Wojciech Pszczolarski | Polonia       | 5          | 0            | 5            |
| 15        | Wim Stroetinga        | Paesi Bassi   | 5          | 0            | 5            |
| 16        | Edwin Ávila           | Colombia      | 4          | 0            | 4            |
| 17        | Mark Christian        | Gran Bretagna | 3          | 0            | 3            |
| 18        | Andreas Graf          | Austria       | 0          | 0            | 0            |
| 19        | Vitaliy Hryniv        | Ucraina       | 0          | 0            | 0            |
| –         | Cyrille Thièry        | Svizzera      | DNF        | DNF          | DNF          |

 Nota: DNF ritirato